# Teodino de Arrone
Teodino (zm. 7 marca 1186) – włoski duchowny katolicki, kardynał. Niekiedy jest mylony z benedyktyńskim opatem Teodino de Scarpa z Monte Cassino (zm. 1167).
Pochodził z Arrone w prowincji Perugia. Na początku lat 60. XII wieku był subdiakonem i niskiej rangi urzędnikiem kurii papieskiej. W latach 1161–1162 przebywał w Hiszpanii i Anglii, gdzie zajmował się m.in. zbieraniem należnych kurii opłat. W 1163 roku w jednym z dokumentów został określony jako papieski kamerling. Rok później towarzyszył kardynałowi Giovanni Conti da Anagni w jego legacji na Węgrzech. W grudniu 1165 roku papież Aleksander III mianował go kardynałem-diakonem S. Maria in Portico, a w marcu 1166 kardynałem–prezbiterem S. Vitale. Jego podpis widnieje na bullach papieskich datowanych między 18 marca 1166 a 9 marca 1186. W latach 1171–1173 wspólnie z kardynałem Alberto di Morra był legatem papieskim we Francji i Anglii w celu udzielenia rozgrzeszenia królowi Henrykowi II z domniemanego udziału w zabójstwie arcybiskupa Tomasza Becketa. W 1177 negocjował warunki tzw. traktatu weneckiego kończącego spór między papieżem Aleksandrem III a cesarzem Fryderykiem I Barbarossą. Uczestniczył w Soborze Laterańskim III. W maju 1179 uzyskał promocję do rangi kardynała-biskupa Porto-Santa Rufina. Uczestniczył w papieskiej elekcji 1181 oraz w papieskiej elekcji 1185. Zmarł w Weronie.